# Ocrepeira mastophoroides
Ocrepeira mastophoroides là một loài nhện trong họ Araneidae.
Loài này thuộc chi Ocrepeira. Ocrepeira mastophoroides được Cândido Firmino de Mello-Leitão miêu tả năm 1942.